# (32128) Jayzussman
(32128) Jayzussman est un astéroïde de la ceinture principale.

## Description
(32128) Jayzussman est un astéroïde de la ceinture principale. Il fut découvert le 5 juin 2000 à Socorro (Nouveau-Mexique) par le projet LINEAR. Il présente une orbite caractérisée par un demi-grand axe de 2,29 UA, une excentricité de 0,12 et une inclinaison de 6,4° par rapport à l'écliptique.

## Compléments